# Dąbrówka Polska (wieś)
Dąbrówka Polska – wieś sołecka położona w województwie warmińsko-mazurskim, w powiecie gołdapskim, w gminie Banie Mazurskie.
W latach 1975–1998 miejscowość administracyjnie należała do województwa suwalskiego.
Wsi nie należy mylić z leżącą w tej samej gminie osadą Dąbrówka Polska.